# Bakinowo
Bakinowo (biał. Бакінава, Bakinawa; ros. Бакиново, Bakinowo) – wieś na Białorusi, w obwodzie mińskim, w rejonie dzierżyńskim, w sielsowiecie Borowa.

## Historia
Dawniej folwark. W XIX i w początkach XX w. położone było w Rosji, w guberni mińskiej, w powiecie mińskim, w gminie Kojdanów. Były własnością Sankiewiczów. 
Po I wojnie światowej pod administracją polską, w Zarządzie Cywilnym Ziem Wschodnich, w okręgu mińskim, w powiecie mińskim, w gminie Kojdanów.
W wyniku postanowień traktatu ryskiego znalazło się w granicach Związku Sowieckiego. W latach 1932–1937 w Polskim Rejonie Narodowym im. Feliksa Dzierżyńskiego. Od 1991 w niepodległej Białorusi.